# Erste Bank
Die Erste Bank Oesterreich (Firmenwortlaut: Erste Bank der oesterreichischen Sparkassen AG) mit Sitz in Wien ist die aktuelle Erscheinungsform der 1819 in Vereinsform gegründeten Ersten österreichischen Spar-Casse (wie das Institut bis 1997 hieß) und somit das älteste bestehende Kreditinstitut in Österreich. Sie wurde seit 1993 als Aktiengesellschaft geführt, 1997 an die Börse gebracht, 2001 in einem Haftungsverbund mit den anderen Sparkassen des Landes verbunden und firmiert seit 2008 als Mitglied der von ihr gegründeten Erste Group, die nun als Holding für sieben von der Ersten erworbene Banken in Mittel- und Osteuropa fungiert.
Mit den Sparkassen stellt die Erste Bank, Spitzeninstitut der österreichischen Sparkassengruppe, eine der größten Bankengruppen in Österreich dar; mehr als 16.000 Mitarbeiter betreuen in rund 800 Filialen und Bankstellen mehr als 4,2 Millionen Kunden. Der Kundenanteil der Sparkassengruppe in Österreich beträgt rund 30 Prozent der gesamten Kreditwirtschaft. Im sogenannten Private Banking gehört die Erste Bank mit einem betreuten Vermögen von rund 48 Milliarden Euro (inkl. Institutioneller) zu den Marktführern in Österreich.

## Geschichte

### Gründung der Spar-Casse 1819
In den wirtschaftlich schwierigen Jahren nach dem Ende der Napoleonischen Kriege regte Kaiser Franz I. die Gründung einer Sparkasse nach schottischem Vorbild an. Der damalige Gouverneur der Nationalbank, Bernhard Ritter von Eskeles, sowie der Prager Unternehmer Ignaz Ritter von Schönfeld sammelten angesehene Bürger der Wiener Leopoldstadt um sich und verfassten die Statuten. Johann Baptist Weber, Pfarrer der Leopoldskirche in der damaligen Wiener  Vorstadt Leopoldstadt im heutigen 2. Gemeindebezirk, wurde als Protagonist dieser Idee gefunden. Er wurde am 4. Oktober 1819 der erste Obmann und öffnete die erste Bankstelle der „Ersten oesterreichischen Spar-Casse“. Sie war die erste Sparkasse nach dem schottischen Modell auf dem Kontinent. Hunderte Sparkassen in allen Teilen des damaligen Kaiserreiches folgten diesem Muster.
Ihre Aufgaben wurden in den Statuten des Gründungsjahres so beschrieben: „[Sie hat] den Zweck […] dem Fabrikarbeiter, dem Landmanne, oder sonst einer gewerbefleißigen und sparsamen minderjährigen oder großjährigen Person, die Mittel an die Hand zu geben, von ihrem mühsamen Erwerbe von Zeit zu Zeit ein kleines Capital zurückzulegen, um solches in späteren Tagen zur Begründung einer besseren Versorgung, zur Aussteuer, zur Aushülfe in Krankheit, im Alter oder zur Erreichung irgendeines löblichen Zwecks zu verwenden.“ Dieses Leitmotiv der Sparkasse – die Förderung der Spargesinnung und der Vorsorge – blieb durch Generationen hindurch bis zum heutigen Tag in seinem Kern unverändert. Als Signet wählte die Erste ein Symbol für Sparsamkeit und Fleiß: die Biene vor dem Bienenstock.
Schon bald nach der Gründung entwickelte sich die „Erste österreichische“, wie das Institut meist kurz genannt wurde, rasch und erreichte zusammen mit der ihr angeschlossenen Allgemeinen Versorgungsanstalt eine Ausbreitung über die gesamte Donaumonarchie. Die 1824 gegründete Cassa di Risparmio delle Provincie Lombarde (Cariplo), heute die weltgrößte Sparkasse, geht statutenmäßig auf die Erste österreichische Spar-Casse zurück.

### Die „Erste österreichische“ 1938
Nach dem 1938 erfolgten „Anschluss“ Österreichs an das nationalsozialistische Deutsche Reich gelang es, das Wort „österreichisch“, das die neuen Machthaber so rasch wie möglich aus dem Verkehr zogen, im Firmenwortlaut zu behalten. Damit blieb die „Spar-Casse“ die einzige Institution, die auch 1938–1945 das Wort „österreichisch“ im Namen trug, neben dem  Metallbauunternehmen Austria Email, das ebenfalls seine Firmenbezeichnung erhalten konnte. Jüdische Angestellte der Sparkasse verloren allerdings ihre Stellungen.

### Wiederaufbau ab 1945 und Entwicklung zur Bank
Der Wiederaufbau nach dem Zweiten Weltkrieg brachte eine Entwicklung mit sich, die auch der EÖSpC neue Geschäftsbereiche erschloss: die Ausweitung des privaten Zahlungsverkehrs, staatlich geförderte Sparformen, die Finanzierung von Investitionen, die Förderung neuer Produkte, die Hilfestellung im Export und die Kreditvergabe an den privaten Haushalt. Die Entwicklung der Geldinstitute zu vermeintlichen  „Universalproblemlösern“ für alle Kundengruppen schritt rasch voran.
Die 1977 erfolgte gesetzliche Freigabe von Filialgründungen ohne Einschränkungen, das 1979 beschlossene Kreditwesengesetz sowie die Kündigung des Habenzinsabkommens der österreichischen Kreditinstitute 1980 führten zu einer neuen Situation in der österreichischen Kreditwirtschaft. Im Zuge der Liberalisierung der gesetzlichen Rahmenbedingungen sowie der Internationalisierung und rasch fortschreitenden Technisierung des Bankgeschäftes kam es zu einem Wettlauf aller Banken und Sparkassen um die Kunden der Konkurrenz.
1993 wurde daher der Geschäftsbetrieb der Ersten gemäß der Kreditwesengesetznovelle 1986 auf Die Erste österreichische Spar-Casse – Bank Aktiengesellschaft, eine neu gegründete Tochtergesellschaft, übertragen. Die bisherige Sparkasse blieb als Holdinggesellschaft für die Aktien an der Tochtergesellschaft bestehen und änderte ihren Namen auf Die Erste österreichische Spar-Casse Anteilsverwaltungssparkasse (AVS). Aus ihr ging später (2003) Die Erste österreichische Spar-Casse Privatstiftung (Erste Stiftung) hervor.
Nach dieser Änderung konnte die Erste Vorzugsaktien begeben. Im November 1993 wurden die Vorzugsaktien an der Wiener Börse notiert, das Versicherungsunternehmen EA-Generali und die Versicherungsholding BARC, die bereits Partizipationsscheine hielten, tauschten diese in Vorzugsaktien um. Zusätzlich bot die Erste 1993 der Öffentlichkeit Vorzugsaktien an. 1994 bis 1996 wurden Partizipationsscheine in Vorzugsaktien umgetauscht, mit dem Ergebnis, dass fast alle Partizipationsscheine, die von der Ersten Bank begeben wurden, getauscht sind. In der Folge wurde ein regulärer Börsegang unternommen: die Ausgabe von Stammaktien.

### Übernahme der GiroCredit, Erste Bank 1997
Mit der Übernahme des Vorstands-Vorsitzes durch Generaldirektor Andreas Treichl in Nachfolge von Generaldirektor Konrad Fuchs setzte 1997 eine Neuausrichtung der Ersten ein. Treichl war ab 1994 Vorstandsmitglied. Aus dem Spitzeninstitut des Sparkassensektors wurde schrittweise ein Konzern gemeinsam mit den anderen österreichischen Sparkassen.
Erster Schritt in diese Richtung war die Übernahme der GiroCredit Bank AG der Sparkassen (GiroCredit) per 19. März 1997. Gemeinsam mit der AVS kaufte die Erste 56,1 % der Stammaktien der GiroCredit (51,1 % des gesamten Grundkapitals), die vorher von der Anteilsverwaltungssparkasse Zentralsparkasse (AVZ) gehalten wurden. Mit den 26 % des Stammaktienkapitals (24,7 % des gesamten Grundkapitals), die bereits von der Erste-Gruppe (Die Erste, Salzburger Sparkasse und Sparkasse Mistelbach) gehalten wurden, erlangten die AVS und die Erste-Gruppe die Kontrolle über 82,1 % der Stammaktien (75 % des Grundkapitals) der GiroCredit.
Auf Basis des Verschmelzungsvertrages vom 27. Juni 1997 wurde Die Erste mit der Giro Credit, rechtswirksam am 4. Oktober 1997, verschmolzen. Der Vertrag sah den Umtauschkurs für Stammaktien der GiroCredit in Stammaktien der neuen Ersten Bank im Verhältnis 2,4:1 vor. Die Verschmelzung erfolgte durch Aufnahme der GiroCredit in die Erste. Im Wege der Gesamtrechtsnachfolge gingen sämtliche Rechte und Pflichten der GiroCredit auf die Erste über.  Gleichzeitig wurde der Name der Bank von Die Erste österreichische Spar-Casse – Bank AG in Erste Bank der oesterreichischen Sparkassen AG geändert.

### Börsengang 1997, Kapitalerhöhungen, Akquisitionen
Der Börsengang im Herbst 1997 stellte mit der Ausgabe von 11,5 Mio. Aktien im Gesamtwert von umgerechnet 500 Millionen Euro die bis dahin größte Emission an der Wiener Börse dar. Dass die Erste Bank von nun an auch als einheitlicher, finanziell schlagkräftiger Bankkonzern auftreten konnte, wurde durch die Umsetzung der „Sektorkooperation“ gewährleistet. Diese sah einen Haftungsverbund vor, an dem die Erste Bank 51 %, alle übrigen Sparkassen insgesamt 49 % halten und der den Finanzfluss zwischen den Sparkassen und der Ersten Bank regelt. Ebenso wurde ein gemeinsamer Marktauftritt, eine gemeinsame Risikopolitik, gemeinsame Produktion sowie ein EDV-Verbund umgesetzt.
Generaldirektor Treichl wird diesbezüglich auf der Webseite wie folgt zitiert: „Regional verankerte, selbstständige Institute bilden eine kundenorientierte schlagkräftige Finanzgruppe“.
Nach den Umstrukturierungen und dem Börsengang begann die Erste Bank 1997 mit der Expansion in Mittel- und Osteuropa. Dazu wurden im Herbst 2000 im Zuge einer Kapitalerhöhung 6 Mio. Stück Aktien (über 280 Mio. Euro) erfolgreich an der Wiener Börse platziert. Bei der zweiten Kapitalerhöhung wurden weitere 9,21 Mio. Stück Aktien (rund 642 Mio. Euro) an der Wiener Börse platziert. Der Erlös diente in erster Linie zum Erwerb von Aktien der tschechischen Sparkasse, Česká spořitelna, von der AVS und der Rekapitalisierung des Erwerbs der Riječka banka in Rijeka, Kroatien. Seit 1. Oktober 2002 wird die Erste-Bank-Aktie auch an der Prager Börse gehandelt.
2001 übernahm die Erste Bank 51 % der Tiroler Sparkasse. Die Erste übergab drei Bankstellen in Tirol an diese Sparkasse; dadurch erhöhte sich die Beteiligung der Ersten Bank an der Tiroler Sparkasse auf 69,51 %.
2004 führte die Erste Bank einen Aktiensplit im Verhältnis 1:4 durch, nachdem sich die Erste-Bank-Aktie in den Jahren zuvor erfolgreich entwickelt hatte (Kursanstieg um 180 % auf über 125 Euro): Aus einer alten Aktie wurden vier neue. Die dadurch entstandenen kleineren Einheiten sollten den Handel mit den Erste-Aktien erleichtern.
2006 wurde die dritte Kapitalerhöhung vorgenommen, bei der Investoren neue Aktien um 2,918 Mrd. Euro kauften. Diese Kapitalerhöhung war die größte in der Geschichte der Wiener Börse mit ihrem ATX-Aktienindex. Der Ertrag diente zur teilweisen Übernahme der Banca Comercială Română (BCR), die nach Meinung von Beobachtern zu teuer gekauft wurde.
2008 wurde die Erste Group Bank AG als neue Holdinggesellschaft gegründet, die von der Ersten Bank alle Auslandsbeteiligungen übernahm (zu den einzelnen Akquisitionen: siehe Erste Group). Auch die Erste Bank Österreich firmiert seither als Tochterunternehmen der Erste Group. Die Erste-Aktie stellt die Beteiligung an der gesamten Erste Group dar und notiert an den Börsen in Wien, Prag und Bukarest.

## Firmenstruktur

### 2008: Erste Group und Erste Bank
Mit der am 9. August 2008 erfolgten Eintragung ins Firmenbuch wurde die Abspaltung des Österreich-Geschäfts der „Ersten Bank der oesterreichischen Sparkassen AG“ von der neu gegründeten Holdinggesellschaft Erste Group Bank AG rechtswirksam. Die neue Firmenstruktur wurde im Zuge der Expansion der Ersten Bank in der Wachstumsregion Zentral- und Osteuropa notwendig und von den Bankgremien im Dezember 2006 beschlossen. Sie führt zu einer klaren Aufgabenteilung zwischen der „Erste Group Bank AG“, die die Holdingfunktionen wahrnimmt, und den von ihr gehaltenen Tochterbanken in den einzelnen Ländern. Die Holding führt die strategischen Steuerungsfunktionen aus und stellt die Infrastruktur für das lokale Kundengeschäft in den einzelnen Märkten zur Verfügung. Darüber hinaus ist sie für die operativen Geschäftsbereiche „Global Markets“ und „Group Corporate and Investment Banking“ zuständig. Das Bankgeschäft der Ersten in Österreich wird weiterhin von der „Ersten Bank der oesterreichischen Sparkassen AG“ betreut.

### Besitzerstruktur
Die Erste Bank Oesterreich ist eine 100-%-Tochter der Erste Group.

### Erste Bank und Sparkassen

#### Der Haftungsverbund

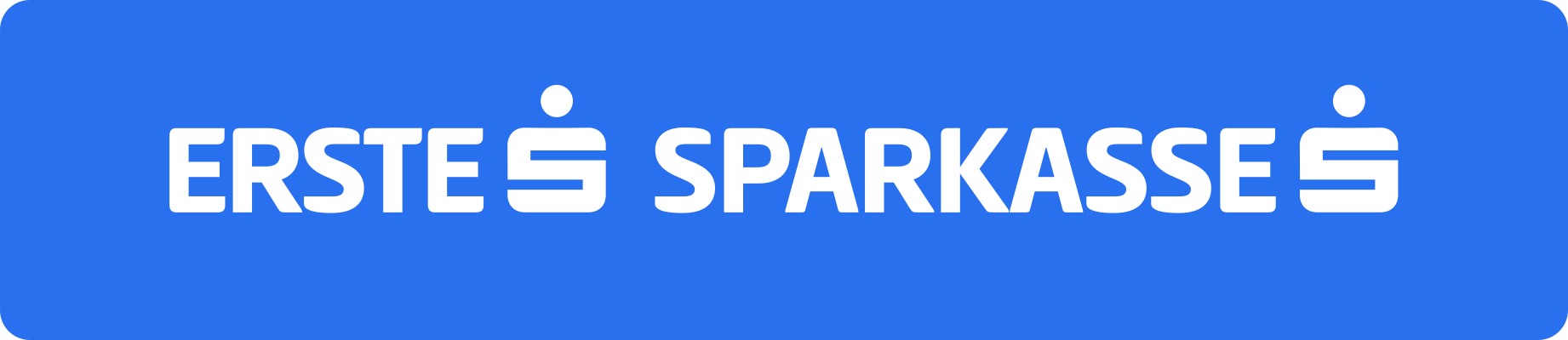
Erste Bank Sparkasse

Der bedeutendste Meilenstein in der Kooperation mit den österreichischen Sparkassen wurde am 26. September 2001 mit der Gründung des Haftungsverbundes zwischen Erster Bank und Sparkassen gesetzt.
Der Kooperations- und Haftungsverbund sieht sich als Verbund regional verankerter Sparkassen, die durch einen effektiven Produktionsverbund, eine Vereinheitlichung des Marktauftritts und der Werbelinie, eine einheitliche Risikopolitik, ein abgestimmtes Liquiditätsmanagement sowie gemeinsame Standards im Controlling die Marktstellung ausbauen wollen.
Darüber hinaus ist es der Zweck dieses Verbunds, allfällige wirtschaftliche Probleme seiner Mitglieder möglichst früh zu erkennen und den Mitgliedern bei der Bewältigung wirtschaftlicher Probleme effiziente Hilfe zukommen zu lassen.
Diese kann von fachlicher Unterstützung bis zur Übernahme von Haftungen und Zufuhr von Fremd- oder Eigenmitteln reichen.
Außerdem ist das Ziel, nach Auslaufen der staatlichen Einlagengarantie wieder eine über die gesetzliche Einlagensicherung hinausgehende Absicherung der von Kunden durch die Begründung einer entsprechend ausgestalteten Einstandspflicht der teilnehmenden Sparkassen zu erreichen. Die Abwicklung solcher Maßnahmen sowie die laufende Analyse der wirtschaftlichen
Situation jedes Mitglieds ist der Haftungsverbund GmbH übertragen, an welcher die teilnehmenden Sparkassen mit insgesamt 49 % und die Erste Bank Oesterreich mit 51 % beteiligt sind.

#### Das Comeback des Sparefrohs
1955 erstmals gezeichnet in Deutschland, 1956 in Österreich geboren: der Sparefroh ist das Maskottchen von Erster Bank und Sparkassen in Österreich und zu einer bekannten Figur geworden.

## Spezielle Angebote

### GründerCenter
Erste Bank und Sparkassen betreiben in ganz Österreich Gründer Center. Die GO! GründerCenter bieten Finanzierungs- und Förderungsberatung, Unterstützung bei der Erstellung des Businessplans sowie ein umfassendes Netzwerk. Im Rahmen der GO! Gründer Offensive finden laufend Veranstaltungen zu den Themen Unternehmensgründung und Betriebsnachfolge statt.

### Spark7

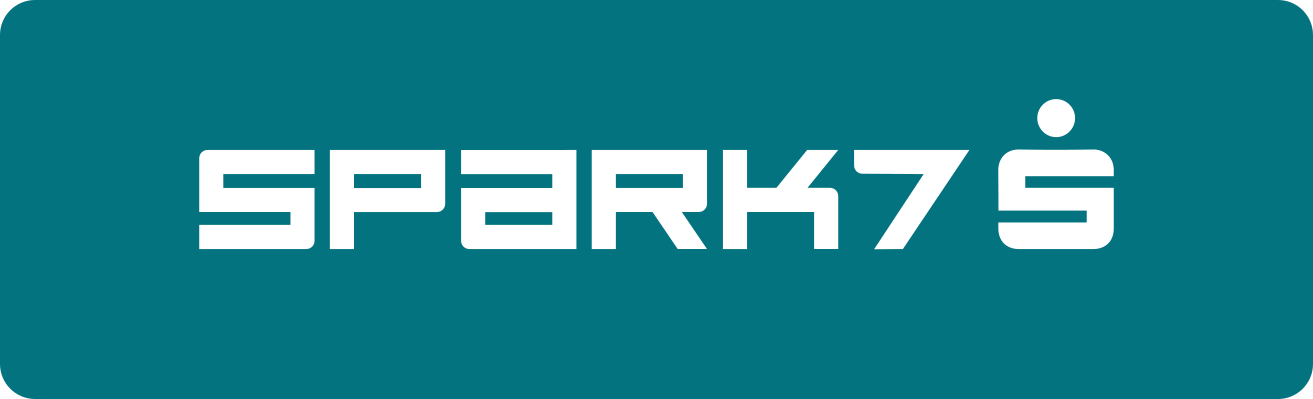
spark7

Spark7 ist die Jugendmarke der Ersten Bank und der Sparkassen. Sie bietet Leistungen wie z. B. ermäßigte Tickets, österreichweite Vorteile und Finanzbildung, die speziell auf die Bedürfnisse der jungen Kundinnen und Kunden ausgerichtet ist, an. Die Marke spark7 wurde 2001 gegründet. spark7-Kundinnen und -Kunden bekommen gebührenfrei eine Debitkarte, mit der sie sowohl online als auch im Handel zahlen können. Seit 2019 kann die spark7-Debitkarte auch am Smartphone zum Bezahlen verwendet werden. Im Vergleich zu den Debitkarten Erwachsener fallen keinerlei Gebühren für Überweisungen, Abhebungen oder ähnliche Vorgänge an. Zusätzlich erhalten Jugendliche einen kostenlosen Zugang zum Internetbanking.

### Sponsoring der Ersten Bank
Sport

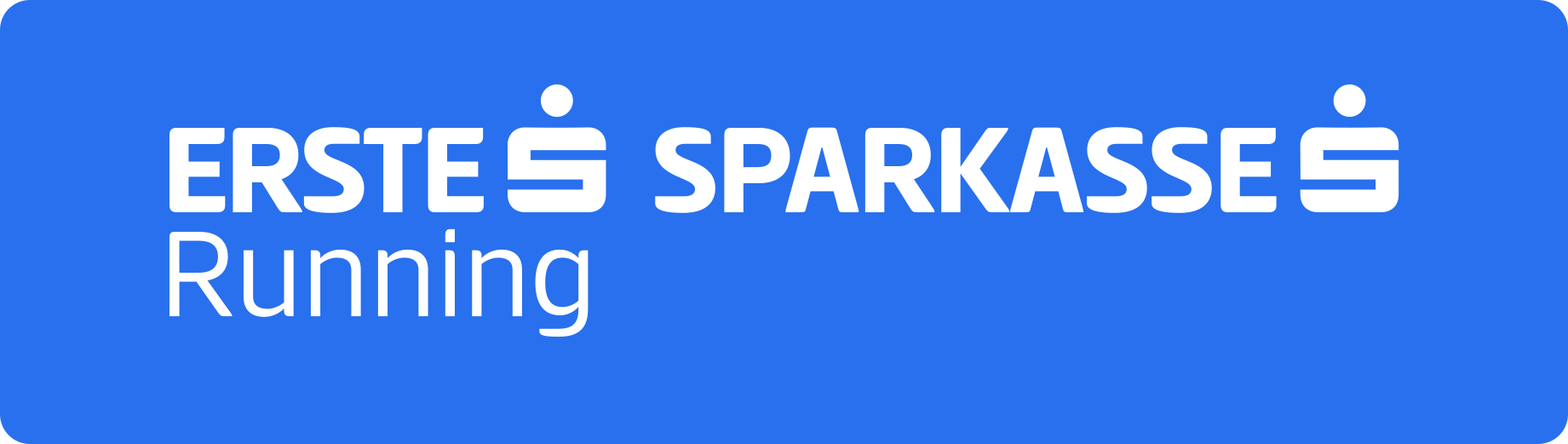
Erste Bank Sparkasse Running

In Österreich werden jährlich mehr als 200 Laufveranstaltungen von Erster Bank und Sparkassen gesponsert. Die „Erste Bank Sparkasse Running-Initiative“ ist die größte Lauf-Initiative Österreichs. Das Spektrum der Veranstaltungen reicht vom Vienna City Marathon bis zum Volkslauf, vom Kinderlauf über den Staffellauf bis hin zu verschiedenen regionalen Laufveranstaltungen.
Seit Sommer 2020 ist die Erste-Bank-Muttergesellschaft Erste Group offizieller Hauptsponsor der Playoffs und Finals der League of Legends European Championship (LEC).
Die Erste Bank ist seit 2011 Haupt- und Titel-Sponsor des Erste Bank Opens in der Wiener Stadthalle, des größten Tennisturniers  Österreichs und Teiles der ATP World Tour.
Außerdem fördern Erste Bank und Sparkassen als Sponsoren im Rahmen der Schülerliga Nachwuchsfußballer und -innen und Nachwuchsvolleyballerinnen.
Kunst, Kultur und Soziales
Die Bank betreibt das MehrWERT Sponsoringprogramm. Neben langjährigen Sponsoring-Partnerschaften mit der Caritas, der Viennale, dem Musikverein und dem Hilfswerk Österreich werden auch regelmäßig aktuelle Projekte gefördert.